# Африканский Кубок чемпионов 1964
Африканский Кубок чемпионов 1964/65 — первый розыгрыш турнира для победителей национальных первенств африканских стран. В турнире приняло участие 14 команд, разделённых на три подгруппы, победители которых выходили в финальный турнир, состоявшийся в Гане. Первым победителем турнира стал камерунский «Орикс».

## Предварительный раунд

### Северо-восточная зона
В квалификационном турнире участвовали клубы «Коттон Фэктори» (Эфиопия), «Аль-Хиляль» (Судан) и «Терсана» (Египет).
Результаты матчей не сохранились.

Победитель группы:  «Коттон Фэктори».

### Западная зона

#### Раунд 1
| Команда 1           | Итог | Команда 2         | 1-й матч | 2-й матч |
| ------------------- | ---- | ----------------- | -------- | -------- |
| Стад Мальен         | 5-1  | Эспуар де Сан-Луи | 4-0      | 1-1      |
| Сили Клуб де Киндиа | 6-4  | Инвинсибл Элевен  | 4-1      | 2-3      |
| АСЕК                | —    | Этуаль Филант     | —        | —        |
| АС Порто-Ново       | —    | Порт-Харкорт      | —        | —        |

#### Раунд 2
| Команда 1           | Итог    | Команда 2   | 1-й матч | 2-й матч |
| ------------------- | ------- | ----------- | -------- | -------- |
| Сили Клуб де Киндиа | 4-4 2:3 | Стад Мальен | 4-2      | 0-2      |
| АС Порто-Ново       | 3-5     | АСЕК        | 2-1      | 1-4      |

#### Раунд 3
| Команда 1   | Итог | Команда 2 | 1-й матч | 2-й матч |
| ----------- | ---- | --------- | -------- | -------- |
| Стад Мальен | 9-7  | АСЕК      | 3-3      | 6-4      |

Победитель группы:  «Стад Мальен»

### Зона Центр — Юго-запад
Победитель группы:  «Орикс Дуала».
Информации о других участниках турнира в этой зоне нет.
Представитель Ганы — клуб «Реал Рипабликенс» — допущен в финальный турнир без отборочных игр.

## Финальный турнир

### Полуфиналы
| 31 января 1965         | \| Орикс Дуала \| 2:1 \| Реал Рипабликенс \| \| Эбелле 63′ · Эпете 75′ \| Голы \| 2′ Тавиа \| | Аккра Спортс Стэдиум, Аккра Зрителей: 50 000 |
| Орикс Дуала            | 2:1                                                                                           | Реал Рипабликенс                             |
| Эбелле 63′ · Эпете 75′ | Голы                                                                                          | 2′ Тавиа                                     |

| 31 января 1965                  | \| Стад Мальен \| 3:1 \| Коттон Фэктори \| \| Салиф Кейта 5′ 54′ · Синате 50′ \| Голы \| 68′ (авт.) неизвестен \| | Кумаси Спортс Стэдиум, Кумаси Зрителей: 25 000 |
| Стад Мальен                     | 3:1 | Коттон Фэктори                                 |
| Салиф Кейта 5′ 54′ · Синате 50′ | Голы | 68′ (авт.) неизвестен                          |

### Матч за 3-е место
| 5 февраля 1965                                      | \| Реал Рипабликенс \| 3:1 \| Коттон Фэктори \| \| Кофи Паре 57′ · Гбадамоси 65′ · Одаметей 79′ (пен.) \| Голы \| 50′ Абделле \| | Аккра Спортс Стэдиум, Аккра |
| Реал Рипабликенс                                    | 3:1 | Коттон Фэктори              |
| Кофи Паре 57′ · Гбадамоси 65′ · Одаметей 79′ (пен.) | Голы | 50′ Абделле                 |

### Финал
| 7 февраля 1965        | \| Орикс Дуала \| 2:1 \| Стад Мальен \| \| Коум 41′ · Эбелле 65′ \| Голы \| 85′ Синате \| | Аккра Спортс Стэдиум, Аккра Зрителей: 30 000 |
| Орикс Дуала           | 2:1                                                                                       | Стад Мальен                                  |
| Коум 41′ · Эбелле 65′ | Голы                                                                                      | 85′ Синате                                   |

## Чемпион
| Победитель Африканского Кубка чемпионов 1964 |
| -------------------------------------------- |
| Орикс Дуала 1-й титул                        |